# 부신겉질
부신겉질(영어: adrenal cortex) 또는 부신피질(副腎皮質)은 부신의 겉부분으로, 알도스테론으로 대표되는 미네랄코르티코이드와 코르티솔로 대표되는 당질 코르티코이드를 이용해 스트레스 반응을 조절한다. 부신겉질의 안쪽 층에서는 안드로겐을 합성한다.
부신겉질에서는 뇌하수체 전엽 호르몬의 지배를 받아 스테로이드 계통의 호르몬인 코르티코이드를 분비한다. 코르티코이드는 동물이 스트레스를 견디는 데 도움이 되는 호르몬으로, 신장의 세뇨관에 작용하여 물·무기 염류의 재흡수를 촉진하는 무기질 코르티코이드, 글리코겐, 단백질을 포도당으로 분해하여 혈당량을 높이는 당질 코르티코이드 등이 있다.

## 같이 보기
- 부신기능부전
- 부신피질자극호르몬